# Čagosané
Čagosané (jiný název Îlois) jsou původní obyvatelé Čagoských ostrovů v Britském indickoceánském teritoriu. Žili na ostrovech Diego García, Peros Banhos, Egmont a souostroví Salomon a Eagle. Většina Čagosanů nyní přebývá na Mauriciu a ve Spojeném království, jelikož byli ze své domoviny na přelomu 60. a 70. let 20. století deportováni britskou vládou. Bylo to z toho důvodu, aby na Diego García mohla být vybudována společná vojenská základna Velké Británie a USA. Dnes na Diegu Garcia nežije žádný Čagosan, zato zde stojí základna
Camp Justice.
Čagosané jsou původem většinou Afričané, pochází zejména z Madagaskaru, Mosambiku a Mauricia. Francouzi některé z nich přivezli roku 1786 z Mauricia jako otroky, ostatní příchozí byli rybáři, rolníci a dělníci na kokosových plantážích usídlivší se zde během 19. století. Hodně Čagosanů má také za předky Indy.
Čagosané hovoří čagoskou kreolštinou, což je směs domorodých jazyků a kreolštiny vzniklé na bázi francouzštiny. Tento jazyk stále používají někteří lidé na Mauriciu a Seychelách. Čagosané žijící ve Spojeném království mluví anglicky.

## Deportace z vlasti

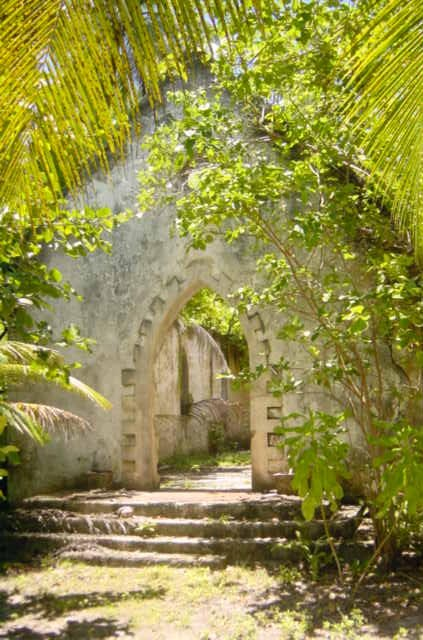
Opuštěný kostel na atolu Salomon

V roce 1965 bylo součástí dohody, která zaručila Mauriciu nezávislost také to, že se Čagoské souostroví oddělilo od dřívější kolonie a vytvořilo Britské indickooceánské teritorium. Ústava nového teritoria zakazovala pobyt na ostrovech bez povolení, současně byla přijata bez referenda nebo konzultace s Čagosany.
V následujících letech 1967–1973 byli Čagosané tehdy čítající na 2000 lidí vyháněni britskou vládou, nejdříve na ostrov Peros Banhos a poté roku 1973 na Mauricius. Jejich nucená deportace (a podle některých nelegální) byla vykonána za účelem vybudování americké letecké a námořní základny na Diego García, kde je také umístěn malý britský kontingent.

## Boj za právo na návrat
Od 5. listopadu do 23. listopadu 2001 přes dvě stě Čagosanů hlídkovalo před britským Úřadem vysokého komisaře v Port Louis na Mauriciu. Později byly provedeny změny v sekci 6:Čagosané:Občanství britského zákona o Britských zámořských teritoriích.

### Návrat zmařen
Navzdory rozhodnutí soudu, který uznal práva Čagosanů zůstaly ostrovy neobydlené a také s nimi neexistovalo žádné civilní dopravní spojení. Většina Čagosanů zůstávala v zubožených životních podmínkách, neschopna provést návrat. Sliby britské vlády o asistenci při přesídlení se neuskutečnily.

### Případ u nejvyššího soudu

Vlajka čagosské komunity

V dubnu 2006 bylo skupině sta Čagosanů povoleno poprvé za 30 let navštívit Britské indickooceánské teritorium. Výlet byl zorganizován a zaplacen Brity. 11. května 2006 Čagosané vyhráli svůj případ u nejvyššího soudu, který uznal jejich nárok na návrat. Britská vláda mezitím podala odvolání.

### Rozhodnutí Lordů
22. října 2008 přijali lordi odvolání podané ministrem zahraničí Davidem Milibandem a zničili tak naděje ostrovanů na návrat.

### Mořská přírodní rezervace a únik informací
V dubnu 2010 založila britská vláda mořskou rezervaci kolem Čagoských ostrovů. Tento akt se stal kontroverzním, jelikož byl učiněn během parlamentní recese. 1. prosince 2010 uniklá korespondence mezi Brity a Američany odhalila pravé záměry za účelem vzniku rezervace. Richard Mills, americký politický poradce v nich odpovídá Colinu Robertsi: Založení přírodní rezervace by, jak nastínil pan Roberts, byla nejefektivnějším, dlouhodobým způsobem jak zamezit dřívějším obyvatelům ostrova nebo jejich potomkům v přesídlení do Britského indickooceánského teritoria.

## Uzavření případu
V roce 2016, po 45 letech soudních sporů, rozhodlo ministerstvo zahraničí Spojeného království, že Čagosané nemají právo se na ostrovy vrátit.